# 디에고 퍼레티

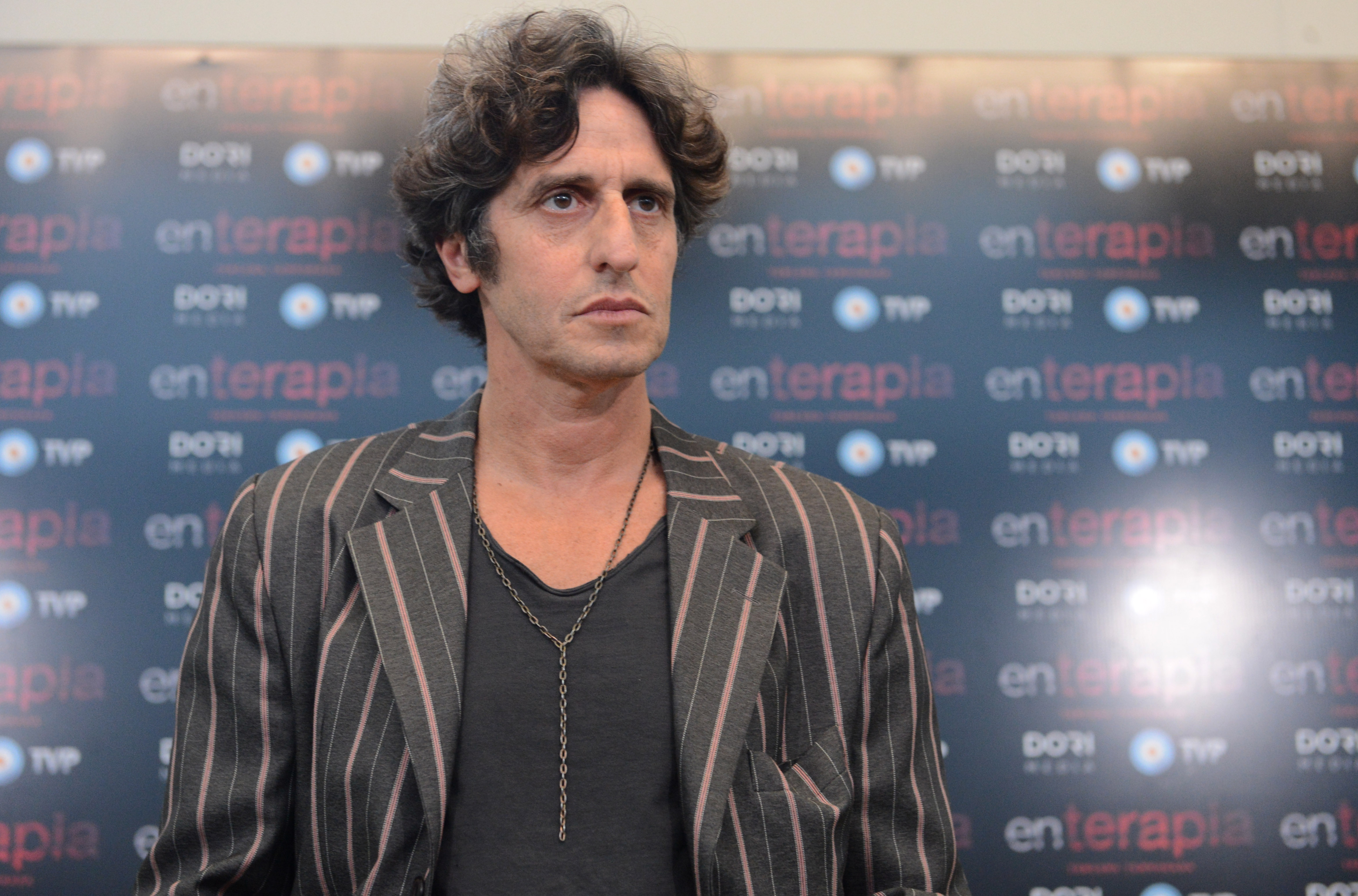

디에고 퍼레티(Diego Peretti, 1963년 2월 25일 ~ )는 아르헨티나의 배우, 정신과 의사, 텔레비전 배우이다.

## 영화
- 까시 레옌다스 (2017년)
- 마마 세 퓨 데 비아헤 (2017년)
- 페이퍼 인 더 윈드 (2015년)
- 파퓰러 메커닉스 (2015년)
- 노 키즈 (2015년)
- 쇼룸 (2014년)
- 라 리컨스트럭션 (2013년)
- En terapia  (2013년)
- 죽음의 천사 (2013년) - 엔조 역
- 마크툽 (2011년) - 마놀로 역
- 원 러브 (2011년) - 브루노 역
- 뮤직 온 홀드 (2009년)
- 온 프러베이션 (2005년)
- 이츠 낫 유, 이츠 미 (2004년)
- 더 보텀 오브 더 씨 (2003년)